# 해링턴저빌
해링턴저빌 또는 해링턴테터릴(Taterillus harringtoni)은 쥐과에 속하는 저빌의 일종이다. 중앙아프리카공화국과 에티오피아, 케냐, 소말리아, 남수단, 탄자니아, 우간다]에서 발견된다. 자연 서식지는 건조 사바나 지대와 아열대 또는 열대 기후 지역의 건조 관목 지대와 건조 저지대 초원이다. 핵형이 같기 때문에 에민저빌과 같은 종으로 간주하기도 한다.